# Black Beauty: Miles Davis at Fillmore West
Black Beauty: Miles Davis At Fillmore West  è un doppio album live di Miles Davis registrato al Fillmore West di San Francisco di Bill Graham il 10 aprile del 1970 e pubblicato per la prima volta nel 1973 solo in Giappone. L'album viene registrato nello stesso mese in cui Bitches Brew viene pubblicato. Queste registrazioni al Fillmore West rivelano tutta la straordinaria carica dal vivo di Davis nella fase del periodo elettrico con una band formata da sei elementi: il cosiddetto sestetto con Steve Grossman, Chick Corea, Dave Holland, Jack DeJohnette e Airto Moreira.

## Tracce
CD 1
1. Directions – 10:46
2. Miles Runs the Voodoo Down – 12:22
3. Willie Nelson – 6:23
4. I Fall In Love Too Easily – 1:35
5. Sanctuary – 4:01
6. It's About That Time – 10:00

CD 2
1. Bitches Brew – 12:52
2. Masqualero – 9:07
3. Spanish Key/The Theme – 12:15

## Formazione
- Miles Davis - tromba
- Steve Grossman - sax soprano, sax tenore
- Chick Corea - Fender Rhodes piano elettrico
- Dave Holland - basso elettrico
- Jack DeJohnette - batteria
- Airto Moreira - percussioni, cuíca